# アブラハム・B・イェホシュア
アブラハム・B・イェホシュア（Abraham Boolie Yehoshua, 1936年12月9日 - 2022年6月14日）は、イスラエルの小説家、エッセイスト、劇作家。
現代ヘブライ文学を代表する作家である。ハイファ大学名誉教授。

## 来歴
イギリス委任統治時代のエルサレムで、中東歴史学者の父と、モロッコからの移民の母の間に、イスラエル第5世代スファラディとして生まれた。
1954年〜1957年空挺部隊の軍務に就き、除隊後にヘブライ大学で文学と哲学を修める。1963年に渡仏し、ユダヤ人学生の世界連合の事務局長を務めた。ソルボンヌ大学（現・パリ大学）大学院修了後、1972年からハイファ大学で比較文学とヘブライ文学の教授を務める。また、1977年ハーバード大学、1988年シカゴ大学、1992年からプリンストン大学客員教授。
1965〜1972年「Keshet」、1973年から「Siman Kria」、1987年から「テル・アビブ・レビュー」各々の共同編集者を務める。
ニューヨーク・タイムズによって「イスラエルのフォークナー」と評される。現在28ヶ国で作品が翻訳されている。

## 受賞歴
- 1995年 イスラエル賞
- 2012年 メディシス賞 外国小説部門
- 2017年 ダン・デイヴィッド賞

## 日本語訳された作品
- 『エルサレムの秋』母袋夏生 訳、河出書房新社、Modern&Classic、2006年

## 主な著作
- 「老人の死」(1963年)
- 「森に向かって」(1968年)
- 「九つの物語」（1970年)
- 「三日と子供」（1970年)
- 「1970年夏の初め」(1971年)
- 「恋人」(1978年)
- 「遅れた離婚」(1982年)
- 「五つの季節」（1987年)
- 「Five Seasons」(1988年)
- 「マニ氏」(1990年)
- 「インドからの帰還」(1994年)
- 「千年紀末への旅」(1997年)
- 「人材責任者の使命」(2005年)

### 戯曲
- 「五月の夜」(1969年)
- 「The Isreali Babies」(1991年)